# Saunajärvi (sjö i Kuusamo, Norra Österbotten, Finland)
Saunajärvi eller Saunalampi är en sjö i Finland. Den ligger i kommunen Kuusamo i landskapet Norra Österbotten, i den nordöstra delen av landet, 700 km norr om huvudstaden Helsingfors. Saunalampi ligger 259,2 meter över havet. Arean är 26,1 hektar och strandlinjen är 3,45 kilometer lång. Sjön  ingår i Kems huvudavrinningsområde. 